# Roma (phim 2018)
Roma là một bộ phim chính kịch năm 2018 được viết và đạo diễn bởi Alfonso Cuarón. Cuarón cũng là nhà sản xuất, đồng biên tập và đồng quay phim bộ phim này. Phim có sự góp mặt của Yalitza Aparicio, Marina de Tavira, Marco Graf, Daniela Demesa, Enoc Leaño và Daniel Valtierra. Thiết lập vào đầu những năm 1970, bộ phim là một câu chuyện bán tiểu sử về sự nuôi dưỡng của Cuarón ở Thành phố México, và cuộc sống của một gia đình trung lưu và người quản gia của họ.
Bộ phim đã ra mắt thế giới tại Liên hoan phim quốc tế Venice lần thứ 75 vào ngày 30 tháng 8 năm 2018, nơi phim đoạt giải Sư Tử Vàng. Roma dự kiến sẽ được phát hành tại các rạp, cũng như phát trực tuyến trên Netflix, vào ngày 14 tháng 12 năm 2018.

## Nội dung
Cleodegaria "Cleo" Gutiérrez là một người giúp việc bản địa sống trong một gia đình trung lưu ở khu phố Colonia Roma của Mexico City. Vợ chồng của gia đình, Sofía, chồng cô, Antonio, bà ngoại Teresa, bốn đứa con nhỏ của họ, và một người giúp việc khác, cũng sống trong nhà. Antonio, một bác sĩ, đi tới một hội nghị ở Quebec. Rõ ràng là cuộc hôn nhân của Sofía và Antonio đang căng thẳng. Sau khi trở về một thời gian ngắn, Antonio rời đi một lần nữa,  ông nói rằng sẽ đến Quebec trong vài tuần.
Cleo và Adela đi ra rạp với bạn trai của họ, Fermín và Ramón. Tuy nhiên, thay vào đó, Cleo và Fermín quyết định thuê một phòng. Fermín thể hiện kỹ năng võ thuật của mình bằng cách sử dụng thanh treo rèm tắm làm cột. Sau đó, tại rạp chiếu phim, Cleo nói với Fermín rằng cô nghĩ mình có thai. Khi bộ phim của La La Vadrouille, sắp kết thúc, Fermín nói rằng anh ta cần sử dụng nhà vệ sinh và sẽ quay lại, nhưng sau đó không quay lại và không tìm thấy ở đâu. Cleo tiết lộ mối quan tâm tương tự với Sofía, người đưa cô đi kiểm tra tại bệnh viện nơi Antonio làm việc. Một bác sĩ ở đó xác nhận cô có thai.
Sofía đưa Cleo và các con đến dự tiệc mừng năm mới của một người bạn. Cả chủ đất và công nhân đều đề cập đến những căng thẳng gần đây về đất đai trong khu vực. Trong lễ kỷ niệm, một ngọn lửa bùng lên trong rừng. Mọi người giúp dập tắt nó trong khi một người đàn ông đếm ngược những giây còn lại của năm 1970 trước khi hát một bài hát ru của Na Uy.
Trở lại thành phố, Cleo đi cùng bọn trẻ và bà của chúng đến rạp chiếu phim để xem Marooned. Họ thấy Antonio vội vã đi ra ngoài với một phụ nữ trẻ, điều Sofía cố gắng che giấu với lũ trẻ, nhưng đứa con trai thứ hai của cô sau đó biết được bằng cách nghe lén. Cô yêu cầu anh đừng nói với anh chị em của mình. Thông qua bạn trai của Zodiac, Cleo tìm thấy Fermín tại một lớp học võ thuật ngoài trời. Trong lớp, trong tất cả những người theo dõi, chỉ có Cleo mới có thể giữ thăng bằng khi nhắm mắt bắt chước một người hướng dẫn bịt mắt, người đang thực hiện một tư thế giống như một vriksasana. Bạn trai của cô từ chối thừa nhận rằng đứa bé là của mình và đe dọa sẽ đánh cô và con của họ nếu họ cố gắng tìm lại anh ta.
Khi đứa bé sắp chào đời, Teresa đưa Cleo đi mua một chiếc cũi. Trên đường đi, họ thấy các sinh viên tụ tập biểu tình trên đường phố; Chúng biến thành hỗn loạn vì các nhóm cảnh sát, trong khi các nhóm thanh niên lưu động, ở đây là nhóm bán quân sự Los Halcones (The Hawks), bắn súng vào người biểu tình. Khi một người đàn ông bị thương và một người phụ nữ chạy vào cửa hàng cố gắng che giấu, một số thanh niên tìm thấy người đàn ông và bắn chết anh ta. Một tay súng khác, người chĩa súng vào Cleo, hóa ra là Fermín; Anh lườm cô trong giây lát trước khi chạy đi, sau đó cô vỡ nước ối.
Cleo, Teresa và tài xế của họ cố gắng đến bệnh viện nhưng bị kẹt xe giữa các cuộc biểu tình bạo lực. Antonio đến để trấn an Cleo, người hiện đang ở trong phòng sinh, nhưng kiếm cớ để tránh ở lại. Nghe thấy không có nhịp tim trong tử cung của Cleo, các bác sĩ đưa cô vào phẫu thuật, nơi họ sinh ra một thai nhi nữ chết non. Bác sĩ nhiều lần cố gắng hồi sức cho em bé thất bại.
Sau một nỗ lực trong say xỉn để đỗ xe trong nhà để xe chật hẹp của gia đình, Sofía mua một chiếc xe hẹp hơn, nhưng lên kế hoạch cho chuyến đi cuối cùng của chiếc xe cũ cho kỳ nghỉ gia đình đến những bãi biển ở Tuxpan. Cô ấy cũng dùng Cleo để giúp cô đối phó với sự mất mát của mình. Sofía nói với những đứa trẻ rằng cô và cha chúng đã chia tay, và ngày lễ là để cha chúng có thể thu dọn đồ đạc từ nhà của chúng. Ở bãi biển, hai đứa trẻ ở giữa gần như bị dòng nước mạnh cuốn đi. Cleo bơi ra để cứu họ, mặc dù cô không biết bơi. Khi Sofía và những đứa trẻ khẳng định tình yêu của họ dành cho Cleo vì sự tận tâm vị tha như vậy, cô khóc và tiết lộ rằng cô không muốn đứa con của mình chào đời. Họ trở về nhà ở Roma để tìm lại ngôi nhà. Cleo chuẩn bị một đống đồ giặt, nói với Adela họ có nhiều chuyện để nói. Cleo trèo thang lên sân thượng với quần áo để giặt trước khi cuộn giấy tín dụng.

## Diễn viên
- Yalitza Aparicio... Cleo
- Marina de Tavira... Sofia
- Marco Graf
- Daniela Demesa
- Carlos Peralta
- Nancy García... Adela
- Diego Di Cort
- Latin Lover... Profesor Zovek

## Sản xuất
Vào ngày 8 tháng 9 năm 2016, Roma được thông báo rằng Alfonso Cuarón sẽ viết và chỉ đạo một dự án tập trung vào một gia đình người México sống ở Thành phố México vào những năm 1970. Sản xuất được thiết lập để bắt đầu vào mùa thu năm 2016 Dự án được sản xuất bởi Cuarón, Gabriela Rodríguez và Nicolás Celis.

## Tiếp nhận

### Phòng vé
Mặc dù Netflix chưa công bố công khai số liệu phòng vé cho Roma, nhưng các nguồn tin cho rằng bộ phim đã kiếm được 90.000 đô la 120.000 đô la từ ba rạp vào cuối tuần ra mắt vào ngày 23 tháng 11, 25 tháng 11 và tổng cộng 200.000 đô la trong khung hình Lễ Tạ ơn kéo dài 5 ngày, bao gồm cả việc  ra rạp ở Los Angeles và New York. Nếu kết quả được báo cáo chính thức, doanh thu trung bình xấp xỉ 66.600 đô la của nó sẽ được xếp hạng trong số những phim hay nhất từ trước đến nay. Vào cuối tuần thứ hai phát hành phim, bộ phim đã mở rộng tới 17 rạp. IndieWire ước tính bộ phim đã thu về 110.000 đô la từ bốn người trong số thành phố, bao gồm cả việc bán ra ở San Francisco, và bộ phim sẽ "dễ dàng trở thành bộ phim nói tiếng nước ngoài có doanh thu tốt nhất" năm 2018. Vào cuối tuần thứ ba, bộ phim đã kiếm được khoảng 500.000 đô la khác từ 100 rạp, với tổng số tiền là 900.000 đô la.
Mặc dù được phát hành trên Netflix vào thứ Sáu, ngày 14 tháng 12, bộ phim đã mở rộng tới 147 rạp và thu về ước tính 362.000 đô la, với tổng doanh thu bốn tuần là 1,4 triệu đô la.  Nó kiếm thêm 300.000 đô la vào tuần sau và 150.000 đô la trong tuần sau đó.  Vào tuần thứ chín phát hành, bộ phim đã kiếm được khoảng 2,8 triệu đô la.  Vào cuối tuần sau khi công bố 10 đề cử Oscar, Roma đã thu về 175.000 đô la khác từ khoảng 80 rạp chiếu, đẩy nó vượt qua 3 triệu đô la, bộ phim tiếng nước ngoài đầu tiên làm được như vậy kể từ Ida năm 2013.

### Phản ứng của giới phê bình
Trên trang tổng hợp đánh giá Rotten Tomatoes, Roma giữ tỷ lệ phê duyệt 96% dựa trên 341 đánh giá, với tỷ lệ trung bình là 9/10. Sự đồng thuận quan trọng của trang web có nội dung: " Roma thấy rằng nhà văn kiêm giám đốc Alfonso Cuarón hoàn toàn, say mê chỉ huy thủ công thị giác của anh ấy - và kể câu chuyện cá nhân mạnh mẽ nhất trong sự nghiệp của mình."  Trên Metacritic, bộ phim có số điểm trung bình là 96 trên 100, dựa trên 50 nhà phê bình, cho thấy "sự hoan nghênh phổ quát".  Đây là bộ phim được đánh giá cao thứ 26 mọi thời đại trên trang web và được đánh giá tốt nhất năm 2018.
Tại Liên hoan phim quốc tế Toronto, bộ phim đã được đặt tên là Á hậu 2 cho Giải thưởng Lựa chọn của mọi người.  Bộ phim cũng giành giải Sư tử vàng tại Liên hoan phim quốc tế Venice.
Bộ phim được nhiều nhà phê bình đánh giá cao kể từ khi phát hành. Viết cho tờ The Guardian, Peter Bradshaw cho biết " Roma rất ly kỳ, hăng say, cảm động - và hoàn toàn tuyệt vời, một tính từ tuyệt vời. Anh ấy đã trở lại thời thơ ấu của chính mình để tạo ra một câu chuyện cá nhân mãnh liệt." Tương tự như vậy, Manohla Dargis của tờ New York Times gọi bộ phim là "bức chân dung mở rộng, đầy cảm xúc của cuộc sống bị chèn ép bởi các thế lực bạo lực và một kiệt tác" và ca ngợi việc Cuarón sử dụng "sự thân mật và hoành tráng để thể hiện chiều sâu của cuộc sống bình thường".
Slavoj ižek lập luận rằng mọi người đánh giá cao bộ phim vì những lý do sai lầm, cho rằng mọi người đánh giá cao ân sủng của Cleo quá nhiều, mà không thấy cách mà Cleo cần thoát khỏi những ràng buộc đạo đức đặt ra cho cô.
Theo một nghiên cứu về 65 đặc điểm hư cấu định hướng không rõ ràng được sản xuất ở Mỹ Latinh trong thế kỷ 21, bộ phim có thể được coi là chất xúc tác cho sự thay đổi trong kế hoạch chi tiết cho các nhân vật bản địa trong điện ảnh. Roma mô tả Cleo, nhân vật bản địa chính, đến một mức độ chi tiết rằng không có chỗ cho các miêu tả khuôn mẫu. Gonzalez Rodriguez khẳng định rằng bộ phim là một ví dụ độc đáo về sự không rõ ràng về cú pháp vì nó thách thức các đại diện truyền thống của người bản địa Khácnhư một nhân vật kỳ lạ (tính không rõ ràng về lịch sử).

### Giải thưởng
Roma đã nhận được 10 đề cử tại lễ trao giải Oscar lần thứ 91, bao gồm cả Phim hay nhất bằng với The Favourite là hai bộ phim được đề cử nhiều nhất. Đây cũng là bộ phim đầu tiên được phân phối chủ yếu bởi một dịch vụ phát trực tuyến được đề cử cho Phim hay nhất.  Nó cũng được gắn với Ngọa hổ tàng long (2000) cho các đề cử Oscar được nhận bởi một bộ phim không nói tiếng Anh.  Cuối cùng, phim đã giành được ba giải Oscar,  bao gồm Phim nói tiếng nước ngoài hay nhất, trở thành bộ phim Mexico đầu tiên giành được vinh dự này.
Roma đã nhận được Giải thưởng đặc biệt AFI năm 2018 của Viện phim Mỹ,  vì nó không đủ điều kiện cho Phim AFI của năm do tình trạng tiếng nước ngoài.  Nó được tạp chí Time và Hội phê bình phim New York chọn là phim hay nhất năm 2018 và được Ủy ban đánh giá quốc gia đánh giá là một trong mười phim hay nhất năm 2018.  Hơn nữa, nó đã được đề cử cho Phim điện ảnh vì hòa bình có giá trị nhất năm 2019.